# Ralph Pappier
Ralph Pappier (Shanghái, República de China, 16 de enero de 1914-Buenos Aires, Argentina, 17 de septiembre de 1998) fue un director de cine argentino. Fue una de las figuras emblemáticas del cine las décadas del cincuenta y del sesenta como director y escenógrafo; dirigió 10 películas y se desempeñó como escenógrafo en otras 39. 

## Carrera profesional
Las artes plásticas atrajeron a Pappier desde su adolescencia y a poco de llegar en 1936 a la Argentina comenzó a trabajar en los departamentos escenográficos de los estudios Pampa Film, Artistas Argentinos Asociados y Estudios San Miguel; en este último creó el primer departamento de efectos especiales del país.
Con un enorme bagaje cultural, su idea de la concepción arquitectónica y su fina sensibilidad le permitieron ambientar casi setenta films, entre los que se destacan, En el viejo Buenos Aires (1942), La guerra gaucha (1942) y Tres hombres del río (1943).
Después de haber sido ayudante de director en La senda oscura, se inició en la dirección cuando en labor conjunta con Homero Manzi realizó Pobre mi madre querida (1948) y El último payador (1950).
En 1950 dirigió Escuela de campeones, una cálida historia vinculada a los inicios del fútbol en la Argentina, y más adelante, el cortometraje Ayer y hoy (posiblemente su obra menos difundida), y Caballito criollo, con la destacada actuación de Enrique Muiño protagonizando su poética trama.
Hubo otros filmes hasta que en 1965 dirigió Esquiú, una luz en el sendero, su última película. 
Pappier pasó sus últimos años internado en una casa de salud y falleció tras una larga enfermedad a los 84 años el 17 de septiembre de 1998. Sus restos fueron sepultados en el Cementerio Alemán.

## Premios
La Academia de Artes y Ciencias Cinematográficas de la Argentina le otorgó el premio Cóndor Académico a la escenografía de 1944 por Su mejor alumno y de 1942 por En el viejo Buenos Aires, en este último en forma conjunta con Carlos Ferrarotti.
Como director también obtuvo el Cóndor de Plata a la mejor película por Escuela de campeones en 1950.

## Filmografía

### Director
- Esquiú, una luz en el sendero (1965)
- Allá donde el viento brama (inédita - 1963)
- Operación "G" (1962)
- Delito (1962)
- La morocha (1958)
- El festín de Satanás (1955)
- Caballito criollo (1953)
- Escuela de campeones (1950)
- El último payador (1950)
- Pobre mi madre querida (1948)

### Escenografía
- El último payador (1950)
- Las aventuras de Jack (1949)
- La otra y yo (1949)
- Pobre, mi madre querida (1948)
- La serpiente de cascabel (1948)
- El precio de una vida (1947)
- La cumparsita (1947)
- Madame Bovary (1947)
- Los hijos del otro (1947)
- Romance musical (1947)
- Cumbres de hidalguía (1947)
- María Rosa (1946)
- La cabalgata del circo (1945)
- Cuando la primavera se equivoca (1944)
- Su mejor alumno (1944)
- Eclipse de sol (1943)
- Cuando florezca el naranjo (1943)
- Los hijos artificiales (1943)
- Tres hombres del río (1943)
- La guerra gaucha (1942)
- El gran secreto (1942)
- En el viejo Buenos Aires (1942)
- El viejo Hucha (1942)
- Cruza (1942)
- En el último piso (1942)
- Yo quiero morir contigo (1941)
- El cura gaucho (1941)
- El mozo número 13 (1941)
- La quinta calumnia (1941)
- Volver a vivir (1941)
- Chingolo (1940)
- La carga de los valientes (1940)
- Encadenado (1940)
- El hijo del barrio (1940)
- Corazón de turco (1940)
- Prisioneros de la tierra (1939)
- Atorrante (La venganza de la tierra) (1939)
- Nativa (1939)
- ...Y los sueños pasan (1939)

Efectos especiales
- Camino del infierno (1946)

Actor
- Una mujer (1975)